# الفصل فی ملل والاهوا والنحل
الفصل فی الملال و الاحواء و النحل کتابی است از ابن حزم اندلسی یا ابومحمد علی‌بن‌احمدبن‌سعید (۳۸۴–۴۵۶ قمری) (۹۹۴–۱۰۶۴م)  در بررسی ادیان و تفاوت و مقایسه آنها.

## محتویات
کتابی در بررسی عقاید فرقه های غیر اسلامی مانند خورشید پرستان، سیارات، مسیحیت، حکمای هند، بت پرستان و بسیاری دیگر و آرای مذاهب اسلامی و فرقه های آنها مانند معتزله، جهمیه، قدریه، شیعه و دیگر فرقه های اسلامی.
این کتاب با جسارت کامل در نقد و تدبیر در اندیشه و بحث در آراء اختلاف و ابطال آن بر اساس آنچه که هر یک از آنها اتخاذ کرده اند، از امثال آن در همان موضوعات و موضوعات متمایز شده و پس از آن به داوری باز می گردد.  او نظرات خود را با مقایسه با قرآن و سنت و معقولات  اثبات کرده است.
ابن حزم  بیست سال در نگارش آن کار کرد و تا زمان مرگش در حال بازنگری و افزودن بود. کتاب اخیراً توسط دو محقق سعودی در دانشگاه اسلامی امام محمد بن سعود مورد بررسی و بازنگری قرار گرفته است.